# L'Agence Cyprus
L'Agence Cyprus est le treizième épisode de la première saison du drame policier américain The Blacklist. L'épisode est sorti aux États-Unis sur NBC le 27 janvier 2014.

## Synopsis
Après une récente vague d'enlèvements de bébés à leurs mères, Red informe Elizabeth que l'Agence Cyprus est l'organisation illégale d'adoption responsable. Au même moment, Elizabeth et Tom envisagent l'adoption de leur côté, ce qui incite Elizabeth à retrouver le PDG de l'organisation, Owen Mallory (Campbell Scott). Finalement, la task force découvre le secret de l'Agence Cyprus : elle kidnappe des jeunes femmes et les garde en captivité comme mères porteuses pour les bébés qu'elle propose à l'adoption. Ils comprennent aussi que Mallory est le père de tous les enfants. Pendant ce temps, Meera aide volontiers Red dans son enquête sur la taupe. Utilisant secrètement le badge de Cooper, les informations de Meera conduisent Red à Diane Fowler comme principale source de la fuite, ce qui l'incite à affronter Fowler dans sa propre maison, prévoyant de la tuer. Elle lui dit qu'elle est au courant de « ce jour-là », de ce qui est arrivé à sa famille, espérant que Red l'épargnera pour des informations. Mais Red la tue, répondant qu'il veut le savoir plus que tout au monde, mais qu'il trouvera quelqu'un d'autre qui sait. Il appelle ensuite M. Kaplan pour nettoyer. En fin de compte, Elizabeth se trouve incapable d'adopter un enfant tant que son mariage avec Tom continue de souffrir de tension émotionnelle. Elle est montrée frustrée à la maison, assise entre des affaires de bébé, tandis que Tom va voir Jolene, la femme qui flirtait avec lui.

## Évaluations
L'Agence Cyprus est sorti sur NBC le 27 janvier 2014 dans la tranche horaire de 10 à 23 heures. L'épisode a recueilli une cote de Nielsen de 2,5/7 avec 10,17 millions de téléspectateurs, ce qui en fait l'émission la mieux notée dans sa tranche horaire et la treizième émission de télévision la plus regardée de la semaine.

## Critiques
Jason Evans du Wall Street Journal a donné une critique positive de l'épisode, déclarant : « Épisode fort ! L'histoire de Cypress était si effrayante et malsaine qu'elle a retenu mon attention plus que l'habituel blacklister hebdomadaire ». Il a décrit l'épisode comme « une affaire enveloppée dans une énigme enveloppée de mystère ».
Jim McMahon d'IGN a donné à l'épisode un 5.8/10, déclarant : « La Liste noire a trop peu de Reddington et trop de stupidités dans L'Agence Cyprus ». Il a poursuivi en disant : « Le FBI est toujours stupide, l'intrigue sur Tom semble aspirer le temps de la série et Lizzy elle-même reste inintéressante malgré l'insistance de Red ».